# The Familiars - Il palazzo dei sogni
The Familiars - Il palazzo dei sogni (The Familiars 4. Palace of Dreams) è un romanzo fantasy per ragazzi, quarto e ultimo della serie The Familiars degli scrittori statunitensi Adam J. Epstein e Andrew Jacobson. The Familiars: Il Palazzo dei Sogni è stato pubblicato negli Stati Uniti nel 2013, mentre in Italia è uscito nell'ottobre 2014 per la Newton Compton Editori.
La Sony Pictures Animation ha acquistato i diritti del primo libro (The Familiars) per produrre l'adattamento cinematografico.

## Trama
Dopo la sconfitta di Paksahara tutto è tornato alla normalità. Si sta per celebrare il compleanno di Loranella, ma durante i festeggiamenti la regina cade vittima di un attentato. I sospetti ricadono sui Tre della Profezia, che sono costretti ad allontanarsi temporaneamente dal regno.

## Romanzi del ciclo
1. The Familiars: La strana storia della rana pasticciona, della ghiandaia blu e del gatto che salvò il mondo dei maghi, 2011 (The Familiars, 2010)
2. The Familiars: Il segreto della Corona, 2012 (The Familiars 2. Secrets of the Crown, 2011)
3. The Familiars: Il cerchio degli eroi, 2013 (The Familiars 3. Circle of Heroes, 2012)
4. The Familiars: Il Palazzo dei Sogni, 2014 (The Familiars 4. Palace of Dreams, 2013)

## Edizioni
- Adam J. Epstein & Andrew Jacobson, The Familiars: Il Palazzo dei Sogni, illustrazioni di Dave Phillips, collana "Nuova Narrativa Newton", Roma, Newton Compton Editori, 2014, SBN LO11543921.